# 博羅夫尼察

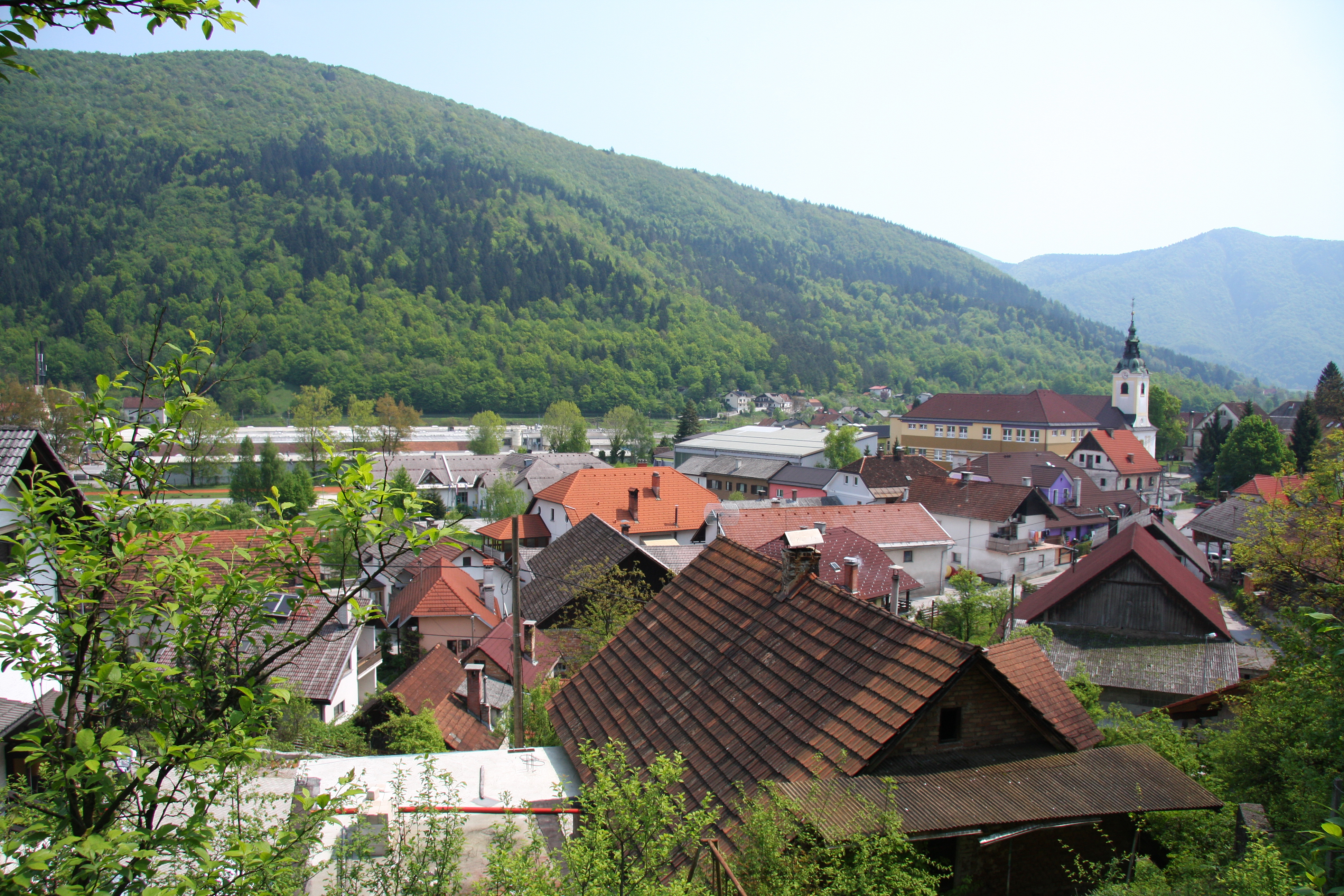

博羅夫尼察是斯洛文尼亞中部博羅夫尼察市鎮的聚居地及其行政中心。距離首都盧布爾雅那約20公里，面積为0.96平方公里，2002年人口数量为2,674人。

## 外部連結
- 博羅夫尼察市鎮官方网站 （页面存档备份，存于） （斯洛文尼亚文）
- Borovnica on Geopedia（页面存档备份，存于）